# 李振东 (1942年)
李振东（1942年9月—），男，汉族，吉林省扶余县人，中共党员，中华人民共和国政治人物。

## 人物经历
李振东早年在农业机械学校就读，1962年毕业后参加工作，曾担任拖拉机手，后步入黑龙江省政坛，中共肇东县委农工部干事、县委研究室副主任、县委常委、农工部长、县委副书记等职务，肇东市委副书记、市长等职；1992年3月，升任中共肇东市委书记，并获拔擢为副厅级干部。因表现优异，李振东更于1995年获得中共中央组织部表彰为“全国优秀县委书记”。
1996年2月，李振东出任中共齐齐哈尔市委副书记:4；1998年，接替刘海生出任齐齐哈尔市人民政府市长:162。
2000年，李振东不再担任齐齐哈尔市市长，退休。